# Jonjoe Kenny
Jonjoe Kenny (Kirkdale, 15 maart 1997) is een Engels voetballer die doorgaans als rechtsback speelt. Hij stroomde in 2014 door vanuit de jeugd van Everton.

## Clubcarrière
Kenny is afkomstig uit de jeugdopleiding van Everton. In 2015 werd hij verhuurd aan Wigan Athletic, waarvoor hij zeven competitieduels speelde. In januari 2016 werd de rechtsachter verhuurd aan Oxford United, waarvoor hij zeventien competitiewedstrijden speelde. Op 15 mei 2016 debuteerde hij in de Premier League. Kenny mocht na 29 minuten invallen voor Matthew Pennington in een thuisduel tegen Norwich City. Op 10 juni 2019 werd hij voor één seizoen verhuurd aan het Duitse FC Schalke 04, waar hij een vaste waarde werd. Hierom kreeg hij in 2020 een kans in het eerste van Everton.

## Interlandcarrière
Kenny maakte deel uit van verschillende Engelse nationale jeugdselecties. Hij won met Engeland –17 het EK –17 van 2014, waarbij hij in de finale de beslissende strafschop in de penaltyreeks raakschoot tegen Nederland –17. Nadat hij met Engeland –19 deelnam aan het EK –19 van 2016, won hij met Engeland –20 het WK –20 van 2017. Hij speelde met Engeland –21 op het EK –21 van 2019.

## Erelijst
| Competitie            | Aantal       | Jaren        |              |              |
| Engeland –17          | Engeland –17 | Engeland –17 | Engeland –17 | Engeland –17 |
| --------------------- | ------------ | ------------ | ------------ | ------------ |
| Europees kampioen –17 | 1x           | 2014         |              |              |
| Engeland –20          |              |              |              |              |
| Wereldkampioen –20    | 1x           | 2017         |              |              |